# 范雎
范雎（？—前255年），姬姓、范氏。又作范睢、范且，字叔，化名為张禄，芮城（今山西芮城）人，東周战国时魏国政治家、军事谋略家，秦昭襄王宰相。封地在应城（今河南鲁山东），所以又称为应侯。 

## 名字

### 睢
《史記》本傳作范睢（「目字部」），而按《資治通鑑》「周赧王四十五年范睢下……」。胡三省注云：「睢，音雖」。

### 雎
《韓非子·外儲說》左上有范且（音「居」）。王先慎集解引顧廣圻曰：「范且，范雎也，且、雎同字；」
錢大昕《通鑑注辨正》云：「攷武梁祠畫像作范且，且與雎同字，宜從且不從目，注讀為雖，失之甚矣。」

## 生平
范雎是魏国公族支庶子弟，善辩，本欲求官于魏王，但因家贫无资可通门路，不得不改为入中大夫须贾门下为宾客。一次随须贾出使齐国时被怀疑通齐卖魏，因此在归国后被魏国相国魏齐几乎鞭笞致死，又被魏齐下令扔进茅厕侮辱，侥幸逃生后，在郑安平的帮助下，易名张禄，潜随秦国使者王稽入秦（一说在孟尝君的推荐下前往秦国）。
范雎见秦昭襄王之后，提出了远交近攻的策略，抨击穰侯魏冉越过韩国和魏国而进攻齐国的做法。他主张将韩、魏作为秦国兼并的主要目标，同时应该与齐国等保持良好关系。范遂被拜为客卿，之后，他又提醒秦昭襄王，秦国的王权太弱，需要加强王权。秦昭襄王遂于前266年废太后之權，并驅逐穰、宛、鄧、華等四大列侯到函谷关外，避免影響國政，昭襄王拜范雎为相國，封于应邑（今河南宝丰西南），号为应侯。
范雎为人性情激昂，恩仇必报，掌权后先羞辱魏使须贾，之后又迫使魏齐自殺；另也举荐郑安平出任秦国大将，王稽出任河东郡守，以报其恩。
前262年，秦名將武安君白起攻陷韩国的野王郡，上党郡成為韩国飛地，而韓桓惠王在范雎強烈要求下把上党割讓給秦國，上黨郡守靳黈卻不願降秦，韓桓惠王罷免了靳黈，改派馮亭接替上黨郡守，但馮亭也因反秦立場一怒之下歸順趙孝成王，秦昭襄王眼睜睜失去上黨而大怒，命白起討伐赵国，两军对垒3年后，范雎于前260年成功以反间计使赵国启用无实战能力的赵括代廉颇为将，使得白起大破赵军，是為长平之战。长平战后，白起希望一举灭赵，但范雎认为秦军应该休养生息，秦昭襄王决定停战。白起认为失去灭赵国的最佳时机，以后再攻打赵国再无获胜的机会，称病不再任命统帅，之後秦昭襄王再度想要攻趙時，欲请白起挂帅，但白起認為已經失去良機而不肯從命，秦王一怒之下放逐白起，又因范雎稱“白起临走时有怨气，恐其走后为他国所用”，于是秦昭襄王派使者賜死白起，命他自刎。
此后果然不出白起所料，秦军不能战胜赵国，秦军围困赵国都城邯郸，希望一举灭赵，但在前259年秋被率军来援的信陵君击溃，郑安平兵败降赵。秦昭襄王五十二年（公元前255年），王稽因通敌之罪被诛，范雎亦失去秦昭襄王的宠信，不得不推举蔡泽代替自己的位置，辞归封地，不久病死（一说因荐人不当被处以死刑）。

## 延伸阅读
[在维基数据编辑]
 《史記/卷079》，出自司馬遷《史記》